# Gnathia stoddarti
Gnathia stoddarti är en kräftdjursart som beskrevs av Kensley, Schotte och Gary C.B. Poore 2009. Gnathia stoddarti ingår i släktet Gnathia och familjen Gnathiidae. Inga underarter finns listade i Catalogue of Life.